# Bap

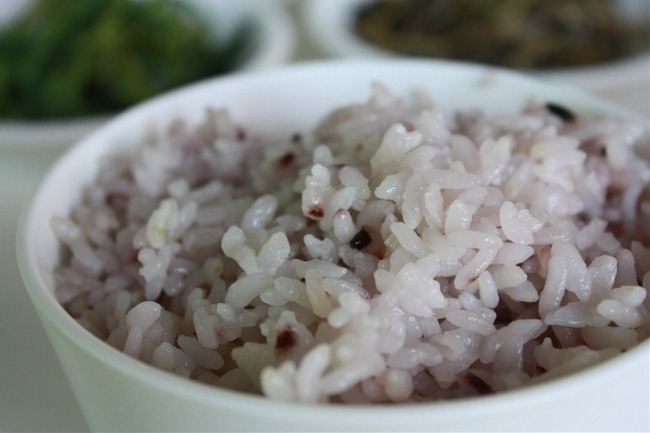
Bap (arroz cozido)

Bap (em coreano:  밥) é o nome coreano para arroz (e/ou outros grãos) cozidos, preparados através da fervura de arroz branco (e/ou outros grãos, como arroz preto,cevada, sorgo, diversos tipos de milhetes e feijões) até que a água seja completamente absorvida. Embora a palavra bap seja geralmente traduzida como “arroz cozido”, outros grãos podem ser misturados ao preparo ou até substituí-lo completamente, embora isso seja raro. Ingredientes especiais, como vegetais, frutos do mar e carnes, também podem ser adicionados para criar variações do prato. No passado, exceto entre as classes mais abastadas, era comum que as pessoas consumissem arroz misturado com feijão e/ou cevada, em vez de apenas arroz branco.
Na Coreia, alimentos à base de arroz (e/ou grãos) são consumidos desde a antiguidade e se consolidaram como a base da alimentação diária. A palavra bap também pode referir-se à refeição como um todo, uma vez que a refeição coreana tradicionalmente inclui sempre bap (arroz), guk (sopa) e banchan (acompanhamentos). Nesse contexto (de refeição), existem termos honoríficos específicos para bap: jinji (진지), quando servido a uma pessoa idosa; sura (수라), para um monarca; e me (메), para os falecidos, em rituais ancestrais.

## Preparação
Tradicionalmente, o bap era preparado num gamasot (가마솥, um caldeirão de ferro fundido) para alimentar uma família numerosa; no entanto, nos tempos modernos, é comum utilizar-se uma panela elétrica de arroz para o cozinhar. Também se pode usar uma panela comum com fundo grosso ou um dolsot (돌솥, panela de pedra). Atualmente, o arroz cozinhado em gamasot ou dolsot é designado por sotbap (솥밥), sendo considerado uma iguaria. Ao preparar gamasot-bap (arroz no caldeirão de ferro fundido) ou dolsot-bap (arroz na panela de pedra), forma-se mais nurungji (누룽지, arroz tostado).
Para fazer bap, o arroz é esfregado com água e enxaguado várias vezes. Este processo produz tteumul (뜨물, a água da última lavagem do arroz). Em seguida, o arroz é deixado de molho durante trinta minutos antes de ser cozido, o que ajuda a que os grãos cozinhem de forma uniforme. No caso do arroz integral não polido e de grãos maiores como o yulmu, é necessário deixá-los de molho durante várias horas ou de um dia para o outro, para evitar que fiquem mal cozidos. Depois, os grãos são cozinhados. Numa panela com fundo grosso, o arroz pode ser cozido em lume médio-alto com a tampa colocada durante cerca de dez minutos, depois mexido, e deixado a cozinhar em lume brando durante mais cinco a dez minutos.
O arroz tostado no fundo da panela ou caldeirão, nurungji, pode ser consumido como snack ou utilizado para preparar sungnyung (숭늉, uma infusão feita com arroz tostado fervido).

## Tipos de Bap

### Feito de arroz
O tipo mais básico de bap feito de arroz é chamado ssalbap (쌀밥, "bap de arroz"), ou, mais comumente, simplesmente bap. Como o arroz pode ter diferentes cores, o huinssal-bap (흰쌀밥, "bap de arroz branco") ou baengmi-bap (백미밥, "bap de arroz branco") refere-se ao bap feito apenas com arroz branco. Quando o arroz preto é misturado, ele é chamado heungmi-bap (흑미밥, "bap de arroz preto").
O bap feito exclusivamente com arroz integral, ou uma mistura de arroz branco e integral, é chamado hyeonmi-bap (현미밥, literalmente "bap de arroz marrom", significa "bap de arroz integral"). Quando cozido apenas com arroz glutinoso, ou uma mistura de arroz normal e glutinoso, é chamado chapssal-bap (찹쌀밥, "bap de arroz glutinoso"). Se for utilizado arroz glutinoso integral, o bap é chamado hyeonmi-chapssal-bap (현미찹쌀밥, "bap de arroz glutinoso integral").
O bap feito com arroz branco (polido) não-glutinoso pode ser chamado de huinssal-bap ou baengmi-bap (ambos significa "bap de arroz branco") quando comparado ao hyeonmi-bap ("arroz integral"), ou de mepssal-bap (멥쌀밥, "bap de arroz não-glutinoso") quando comparado ao chapssal-bap ("bap de arroz glutinoso").

### Feito de arroz e/ou outros grãos
O bap feito de arroz misturado com outros grãos é chamado japgok-bap (잡곡밥, "bap multigrãos"). Durante o Daeboreum, a festival da primeira lua cheia do ano lunar, os coreanos comem ogok-bap (오곡밥, "bap cinco-grãos"), feito com arroz glutinoso, painço, sorgo glutinoso, feijão preto (soja) e feijão vermelho (azuqui). Outra variedade é o chalbap (찰밥, "bap glutinoso"), feito com arroz glutinoso, feijão vermelho (azuqui), castanhas, jujubas e feijão preto (soja).
Quando o arroz é misturado com apenas um outro grão, o bap recebe o nome do ingrediente adicional. Alguns exemplos incluem:
- bori-bap (보리밥, "arroz com cevada")
- kongbap (콩밥, "arroz com feijão (soja)")
- gijang-bap (기장밥, "arroz com painço")
- jobap (조밥, "arroz com milho-painço")
- memil-bap (메밀밥, "arroz com trigo-sarraceno")
- nokdu-bap (녹두밥, "arroz com feijão mungo")
- oksusu-bap (옥수수밥, "arroz com milho")
- patbap (팥밥, "arroz com feijão vermelho (azuqui)")
- susu-bap (수수밥, "arroz com sorgo")

Alguns grãos podem ser cozidos sozinhos, sem arroz. Por exemplo, kkong-bori-bap (꽁보리밥) é feito apenas com cevada, sem arroz, enquanto bori-bap se refere a arroz misturado com cevada.

### Feito de arroz com outros ingredientes
Byeolmi-bap (별미밥, "arroz iguaria") ou byeolbap (별밥, "arroz especial") é feito com a mistura de ingredientes especiais, como vegetais, frutos do mar ou carne. Por exemplo, namul-bap (나물밥, "arroz com namul") consiste em arroz misturado com namul (vegetais silvestres). As variedades populares de byeolmi-bap incluem:
- bambap (밤밥, "arroz com castanhas")
- biji-bap (비지밥, "arroz com polpa de soja")
- gamja-bap (감자밥, "arroz com batata")
- gondeure-bap (곤드레밥, "arroz com cardo")
- gulbap (굴밥, "arroz com ostra")
- gyeran-bap (계란밥, "arroz com ovo")
- jogae-bap (조개밥, "arroz com amêijoas")
- kongnamul-bap (콩나물밥, "arroz com broto de feijão (soja)")
- mubap (무밥, "arroz com rabanete")
- songi-bap (송이밥, "arroz com cogumelo pinheiro")
- ssukbap (쑥밥, "arroz com artemísia")